# Morgan Chacon
Morgan Chacon (* 8. April 2000 in Crown Point, Indiana) ist eine US-amerikanische Beachvolleyballspielerin.

## Karriere

### Karriere Schule und Universität
Die im Lake County aufgewachsene Sportlerin war in der Crow Point High School im Cheerleading, Softball und Turnen aktiv. Die vielseitige Schülerin erhielt im Volleyball zahlreiche Auszeichnungen während ihrer letzten beiden Jahre an der Ausbildungsstätte. So wurde sie 2016 Third Team Under Armour All-America, Duneland Athletic Conference MVP, ins First Team All-State  berufen und wie auch eine Saison später zum Northwest Indiana Times Volleyball Player of the Year gekürt. 2017 wurde sie darüber hinaus Post-Tribune Girls Volleyball Player of the Year,
USAV All-American und PrepVolleyball Top Junior. Sie gehörte zur Schulmannschaft, die zum ersten Mal seit Bestehen ins Endspiel der Landesmeisterschaft einzog.
Morgan folgte ihrer älteren Schwester an die Florida State (FSU), blieb aber im Gegensatz zu ihr sowohl in der Halle als auch im Sand am Ball. Nach nur drei Volleyballbegegnungen 2018 beendete sie vorzeitig die Saison, um eine Spielzeit später als Redshirt Freshman voll durchzustarten. Sie stand für die Seminoles in allen 29 Partien und 101 Sätzen auf dem Spielfeld und war die Beste in gelungenen Abwehraktionen sowie die Zweitbeste bei erfolgreichen Angriffsschlägen und Aufschlagassen. Auch in den folgenden beiden Jahren gehörte sie zu den wichtigsten Spielerinnen der FSU. Im Beachvolleyball war sie 2019 und 2020 in nur neun Spielen auf dem Court. 2021 verzichtete sie zugunsten ihrer Indoor-Karriere gänzlich auf Starts im Sand. 2022 siegte sie gemeinsam mit Jordan Polo in 29 Partien 21 Mal. Das Beachpaar holte im vorletzten Match der Play-offs auf Feld vier einen von drei Punkten gegen die UCLA Bruins, die dafür sorgten, dass die Florida State am NCAA-Finale teilnahm. Obwohl sie 2022 schon zum Volleyballkader der Long Beach State gehörte, war es Chacon auch 2023 noch möglich, für die Seminoles im Sand auf Punktejagd zu gehen. Die Hochschule erreichte mit ihr ein weiteres Mal die Vorschlussrunde der NCAA-Meisterschaft.
Wie auch schon an der High School wurden auch ihre Leistungen an der Universität sowohl im Hallenvolleyball als auch im Beachvolleyball mit zahlreichen Auszeichnungen honoriert. Sie gehörte 2020 und 2021 zum All-ACC Second Team sowie 2021 zum Academic All-ACC Team und wurde mit Polo 2022 als CCSA All Tournament Team ausgezeichnet.

### Karriere AVP und FIVB
Nach einem wenig ermutigenden Auftakt im Dezember 2024 mit dem Ausscheiden in der ersten Qualifikationsrunde beim Futures in Pompano Beach steigerten sich Morgan und Alaina Chacon 2025 und standen bei den ersten sechs Wettbewerben jedes Mal auf dem Treppchen. Nach einem dritten und zweiten Rang bei der neuseeländischen Beachtour sowie dem dritten Platz beim Futures in Maunganui folgten Siege bei der australischen Meisterschaft sowie bei den Futures in Coolangatta und Songkhla. Zum ersten Mal gemeinsam bei der AVP-Beachserie überstand das Duo in Huntington Beach zwei Qualifikationsrunden, scheiterte jedoch wie beim ersten Auftritt im Vorjahr in Florida an den Landsfrauen Whitmarsh / Newberry kurz vor dem Einzug in den Hauptwettkampf. Für diesen waren die Schwestern in Palm Beach gesetzt und erkämpften dort den geteilten fünften Rang.

## Auszeichnungen
- 2020: All-ACC Second Team
- 2021: All-ACC Second Team
- 2021: Academic All-ACC Team[2]
- 2022: CCSA All Tournament Team mit Jordan Polo[6]

## Persönliches
Neben Alaina, die bei den Seminoles nur im Beachvolleyball aktiv war, hat die Sportlerin noch eine weitere Schwester namens Savana. Die Jüngste spielte wie die anderen beiden zunächst Volleyball an der Crown Point High School, bevor sie als Libera auf der Purdue und anschließend auf der Long Beach State University erfolgreich war. Die Eltern der Drei sind Brandi und Luis Chacon.